# Bistum Kundiawa

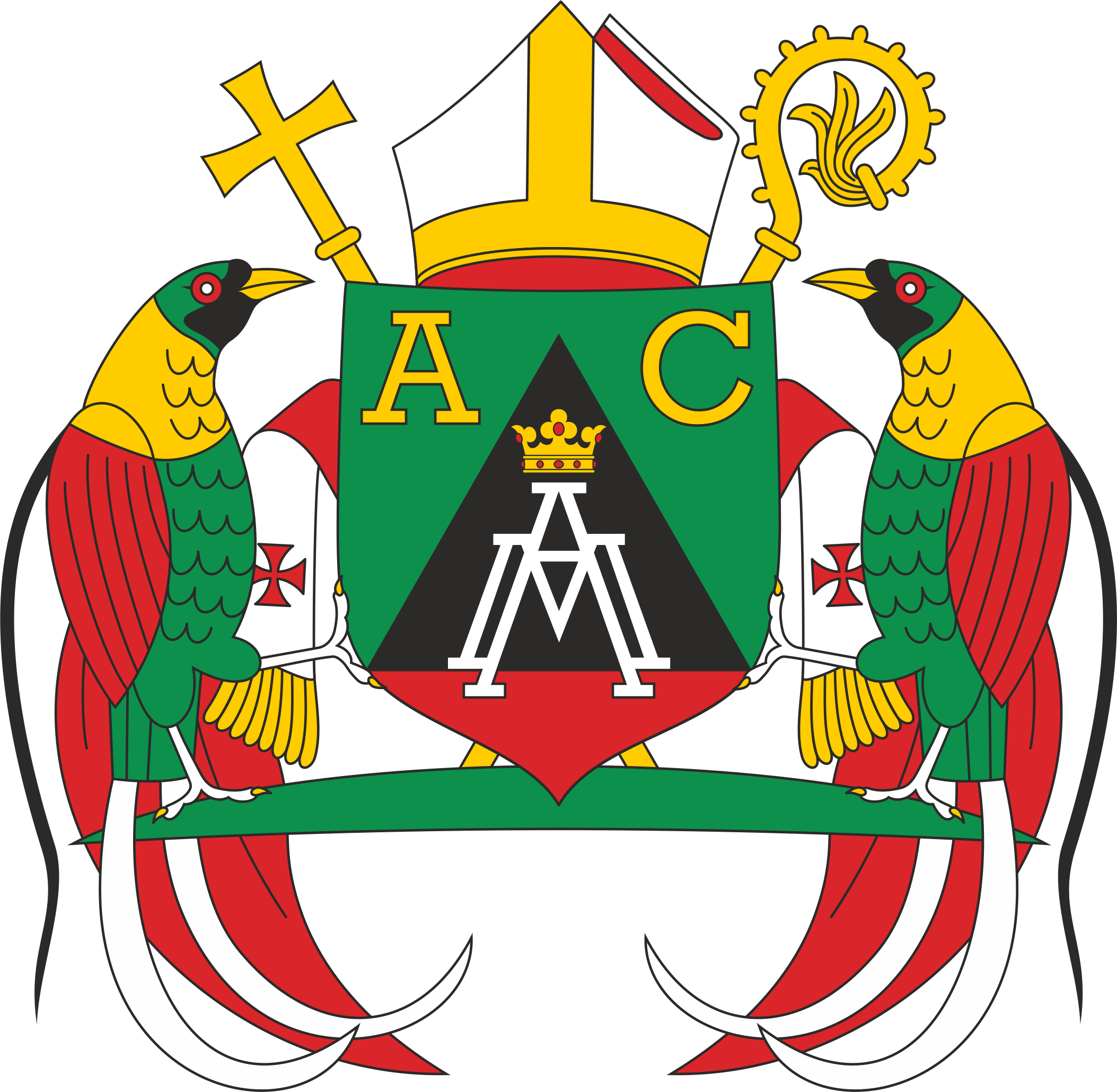
Wappen

Das Bistum Kundiawa (lat.: Dioecesis Kundiavanus) ist eine in Papua-Neuguinea gelegene römisch-katholische Diözese mit Sitz in Kundiawa. Ihr Gebiet ist die Provinz Chimbu. 

## Geschichte
Papst Johannes Paul II. gründete es am 8. Juni 1982 aus Gebietsabtretungen des Bistums Goroka und wurde dem Erzbistum Mount Hagen als Suffraganbistum unterstellt.

## Bischöfe von Kundiawa
- Wilhelm Kurtz SVD (8. Juni 1982 – 15. Oktober 1999, dann Koadjutorerzbischof von Madang)
- Johannes Henricus J. Te Maarssen SVD (10. Mai 2000 – 12. Januar 2009)
- Anton Bal (12. Januar 2009 – 26. Juli 2019, dann Erzbischof von Madang)
- Paul Sundu (seit 3. April 2021)